# Gimson
Gimson fou una marca catalana de bicicletes, fabricades per l'empresa Gimbernat Hermanos, S.R.C. a Figueres (Alt Empordà), que va produir també ciclomotors i velomotors en dues etapes: la primera el 1930 (produint-ne aleshores un total de sis) i l'altra de 1955 a 1982.

## Història

### Els inicis

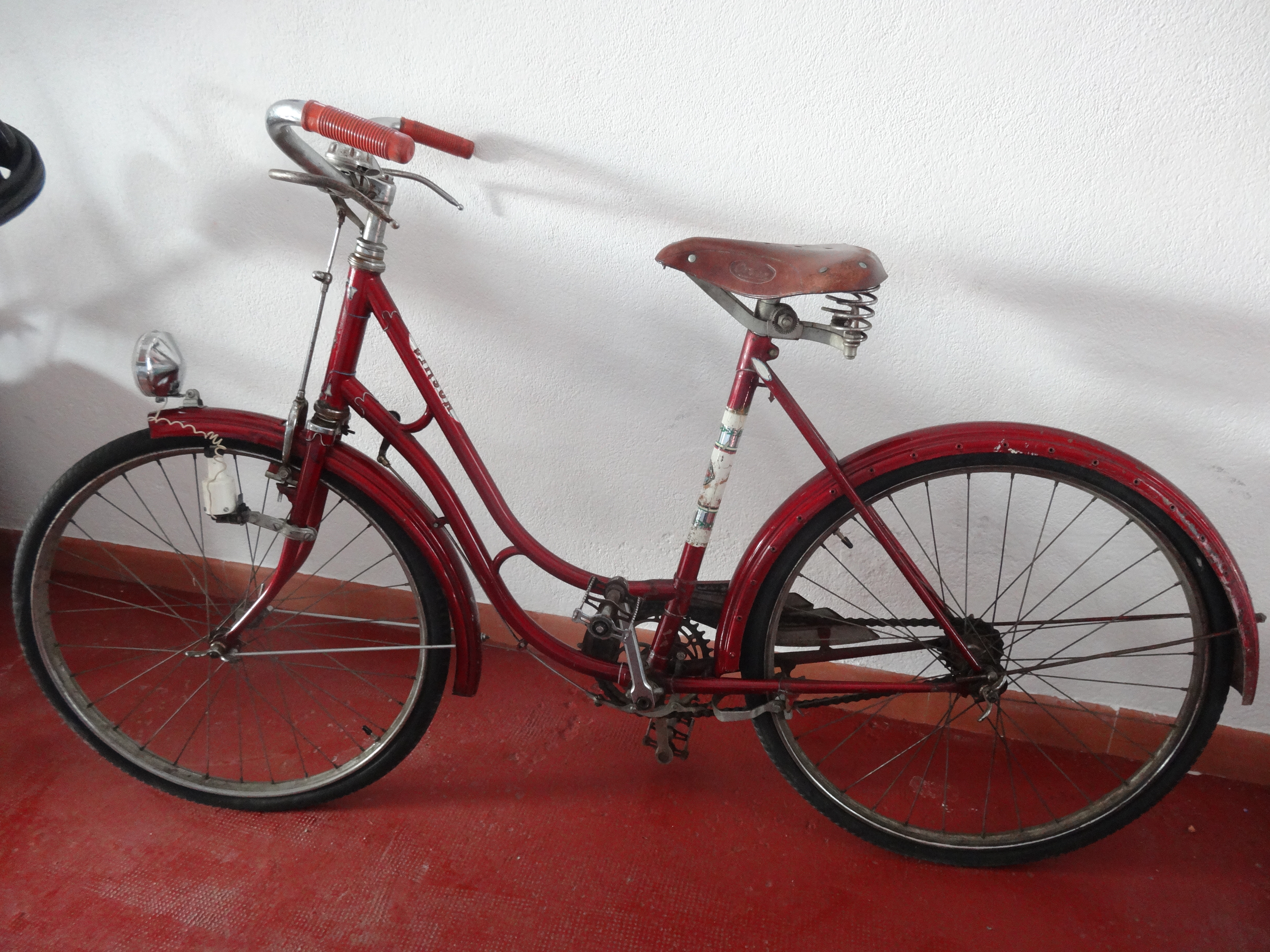
Bicicleta Gimson, model per a noia.

A començaments del segle xx, Pierre Gimbernat i Batlle, reputat rellotger de Perpinyà, obtingué la representació de la fàbrica francesa de bicicletes i motos Automoto per a la província de Girona i es traslladà a Figueres, on fundà al número 17 del carrer de Sant Pau una petita botiga. Inicialment, hi venia i reparava rellotges i bicicletes, important i venent també material i peces per a bicicletes. Al cap d'un temps, decidí de muntar tot aquest material que distribuïa i vendre'l amb una marca pròpia, la qual anomenà Gimson.

### El nom de la marca
Gimson era l'acrònim de l'anglès Gimbernat and Sons ("Gimbernat i fills"), nom que aplegava a Pierre Gimbernat i els seus tres fills: Pierre, Antoine i Françoise. Uns anys més tard utilitzarien el nom fiscal Gimbernat Hermanos, SRC. L'empresa fou sempre familiar, i les tasques principals se les repartien els tres fills del fundador: Pierre Gimbernat i Font, el germà gran, liderava l'equip, l'Antoine era a la secció de muntatge i la Françoise s'estava a l'oficina, al departament comercial.
Com a anècdota, Pierre Gimbernat i Font va anar a classe de dibuix amb el professor Juan Núñez Fernández, tenint-hi de company d'aula a Salvador Dalí. Com que els seus pares pensaren que les fantasies del pintor serien males influències per a ell, l'enviaren una temporada a Mataró, a casa d'uns industrials que fabricaven raigs per a les bicicletes Gimson, per tal de tenir-lo allunyat de possibles distraccions.

### Consolidació de l'empresa
Amb l'arribada de la I Guerra Mundial i, més tard, de la guerra civil espanyola, Gimbernat trampejà les dures condicions econòmiques perquè els seus proveïdors eren petits tallers propers. Gràcies a l'experiència i als bons resultats obtinguts amb les bicicletes, a mitjan dècada de 1950 es varen començar a fabricar els primers ciclomotors, començant amb els motors Gamo fets a Barcelona pels prestigiosos germans Parés.
L'empresa assolí un gran èxit comercial i en els bons moments hi hagué més de cent treballadors en plantilla. El seu principal mercat era, a banda del Principat, el sud d'Espanya. Els Gimbernat es varen inventar una segona marca per a les seves bicicletes, Esbelta, per tal de poder tenir dos distribuïdors en un mateix lloc i controlar millor el mercat. En certa ocasió, Gimson va guanyar un concurs per a subministrar bicicletes a la guàrdia civil espanyola, abans que aquest cos s'equipés amb les motos Sanglas. Aquelles bicicletes les feien servir per a fer guàrdies en zones rurals i eren del tipus estàndard, però incorporaven uns suports especials per a col·locar-hi els fusells.

### La tercera generació
Pere Gimbernat i Quintana, net del fundador i format com a enginyer, tenia idees avançades per a l'època i se li acudí de produir el primer ciclomotor elèctric català. Se'n presentà un prototipus al Saló de Barcelona de 1973 que incorporava un motor Bosch, però resultà que després de la mort del seu pare, els seus oncles no estaven per a grans canvis ni aventures empresarials. Pere Gimbernat net s'encarregava també de batejar els nous models, entre els quals els reeixits Canigó, Polaris i Skipper. Gestionava també l'edició dels cèlebres catàlegs comercials dels seus productes (famosos per la seva qualitat fotogràfica i documental, s'imprimien en impremtes locals figuerenques), cercant fins i tot el lloc adient per a fer les fotos, sempre amb paisatges empordanesos (les fotos per al catàleg del model Canigó es varen fer a Sant Llorenç de la Muga i les del catàleg general de la marca a Empuriabrava).

### Fi de l'empresa
En morir prematurament Pierre Gimbernat i Font, fill del fundador, l'empresa passava per un moment molt delicat, amb una plantilla sobredimensionada i la impossibilitat de fer cap ERO, arrossegant a més els efectes de la crisi mundial del petroli de 1974 i la imminent arribada al mercat estatal de les multinacionals japoneses. Amb la crisi, l'empresa es transformà en una Cooperativa laboral i deixà de fabricar els ciclomotors per tal de centrar-se només en les bicicletes. Pere Gimbernat i Quintana es trobava en una edat a la qual no podia assumir gaire riscos i tampoc disposava dels recursos econòmics per a comprar la part dels seus oncles, fent-se aquesta situació insostenible i desembocant tot plegat en el tancament de la fàbrica de Figueres. Els drets de fabricació dels ciclomotors foren adquirits per l'empresa murciana Motos del Sureste (Motomur), que els comercialitzà en un primer moment sota la marca Beneti, però que més endavant tornà al nom comercial de Gimson.
Pel que fa a Pere Gimbernat i Quintana, en perdre la seva empresa va fer uns cursos de formació al ministeri d'indústria espanyol i es va incorporar com a enginyer a la nova xarxa d'Inspecció Tècnica de Vehicles (ITV), primer a Celrà i a Vic i, finalment, a l'estació de Vilamalla.

## Producció

### L'inici. El motor Gamo
A partir de 1955, Gimson tornà a dedicar-se al sector de la motocicleta, començant primer a muntar motors Cucciolo i Villiers. Més tard, produïren un model propi amb motor Gamo -fabricat a Barcelona entre 1950 i 1955- de 49 cc (ciclomotor) i 65 cc (velomotor), molt avançat per a l'època, amb canvi de dues velocitats, transmissió secundària per cadena única i fre posterior a manera de contrapedal sobre un xassís monotubular en què hi sobresortia el dipòsit de gasolina tipus bombolla. Les dues versions d'aquest model es varen anomenar senzillament 49 i 65, respectivament.
Posteriorment es llançà el model Sport, que convisqué amb l'anterior (anomenat des d'aleshoresTurismo), amb el mateix motor i cilindrades. El model Sport fou el primer a muntar un xassís de xapa estampada en forma de T que esdevindria molt característic de la marca, amb un seient entapissat en dos colors i un dipòsit de combustible de forma arrodonida, així com el tub d'escapament pintat, a diferència de la tònica general de fer-lo cromat. Aquest model es distribuí amb esquemes de colors blau i gris o vermell i crema. D'ambdós models se'n va distribuir la variant Lujo, diferenciada exteriorment perquè el basculant era tubular en comptes de xapa estampada i perquè als càrters hi lluïa un logotip diferent de l'habitual de la marca en aquesta peça.

### Consolidació. El motor Flandria

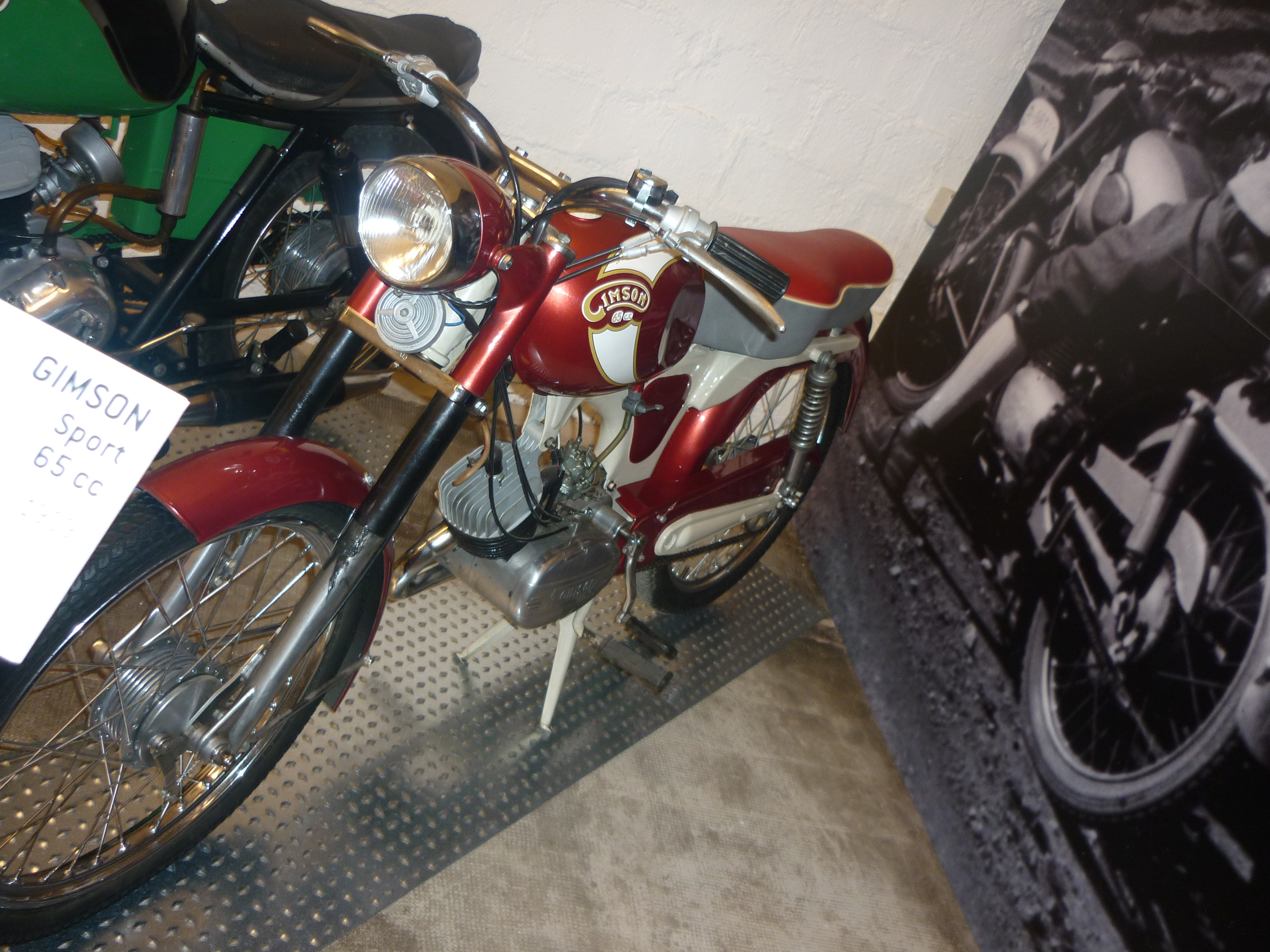
Gimson Sport 65cc de 1959

En plegar els germans Parés (fabricants dels motors Gamo), l'empresa hagué de muntar un altre motor, decantant-se pel belga Flandria, que fabriquen sota llicència. El primer model a portar aquest motor és la Gimson Polaris. Mantenint l'esquema de la predecessora Sport, munta el mateix xassís de xapa (si bé adaptat per encabir-hi el motor Flandria), però amb un dipòsit de combustible de formes més rectilínies. Probablement aquest sigui el model de la marca amb més èxit, del qual se'n van fer tres sèries. Totes elles ens els esquemes de colors blau i gris o vermell i crema.
De la mateixa manera apareix el primer model de fora d'asfalt de Gimson, anomenat Canigó. En la primera sèrie, aquest és pràcticament igual al Polaris, a excepció de la part posterior, al qual segueix una segona versió, encara amb el mateix xassís, però amb una forma més d'acord amb el seu propòsit.
Pel que fa als automàtics, apareix el ciclomotor Velomatic, amb una estètica similar a la Turismo però amb unes línies més rectes i acords amb l'època, amb el dipòsit en forma de bombolla sobre un xassís similar al d'una bicicleta. Aquest model no duia el motor Gamo que equipaven la resta, ja que era el primer a muntar-ne un de Flandria, amb admissió directa al càrter i marxa única, però sense variador.

### Expansió

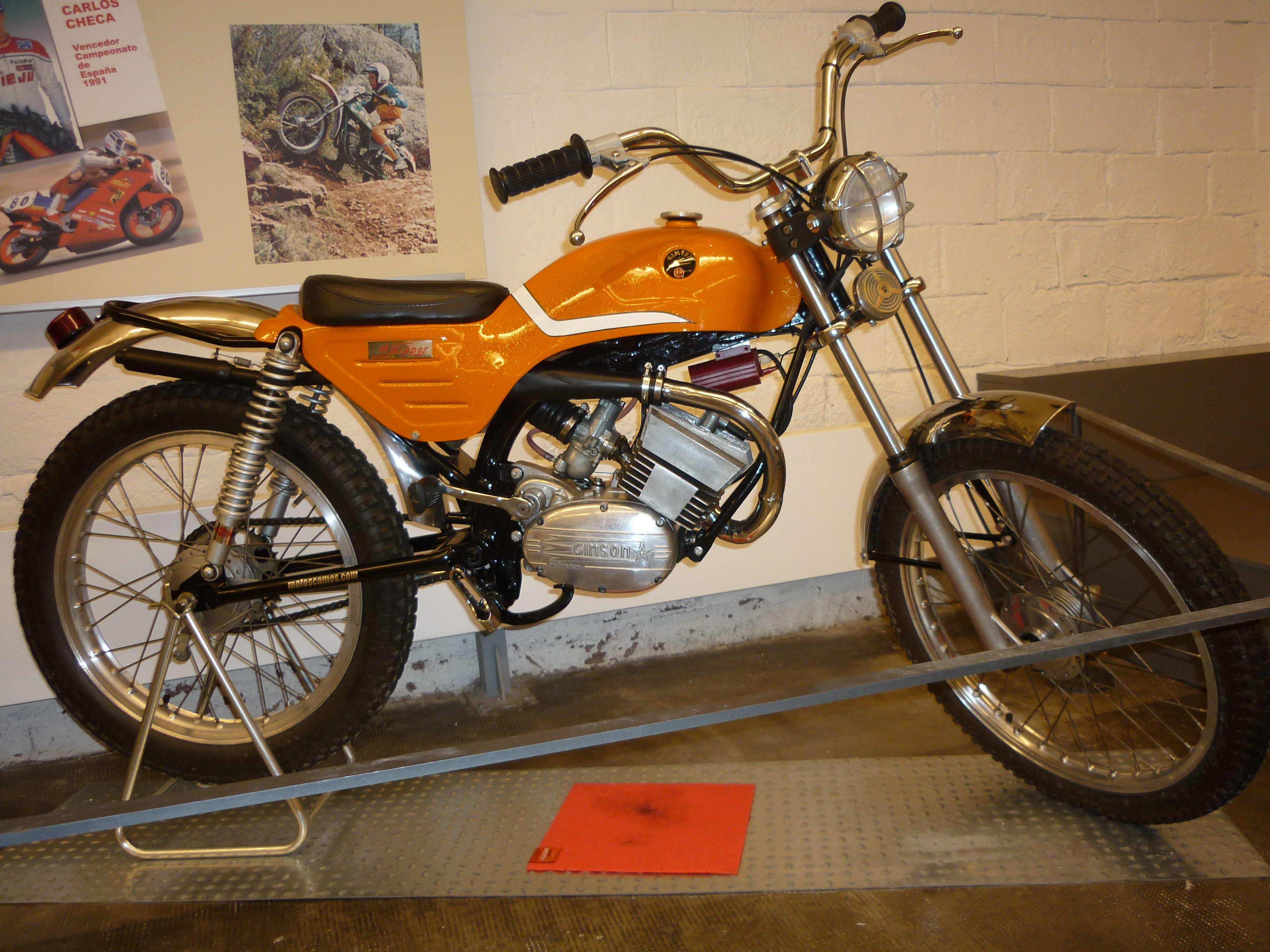
Gimson Skipper Trial 50cc de 1976

A partir d'aquest moment Gimson canvia el seu xassís per un de tubular en esquema d'espina de peix, llançant al mercat diferents models que amplien la seva gamma. Cal destacar la qualitat i disseny cuidat dels models d'aquesta època. Com a models de carretera apareix la Polaris Super, rebatejada com a Meteor, i la seva variant Sport (era la mateixa moto, però amb accessoris com ara els intermitents, no obligatoris en aquell moment). Aquesta moto es pot reconèixer fàcilment, ja que té el dipòsit en dos colors, la superior de color taronja, i amb un folre de goma de forma triangular que protegeix la zona que frega amb les cames.
D'altra banda, sorgeix també el model Elite (el qual llueix un nou logotip i es caracteritza pel seu color grana) i que lluiria dues decoracions diferents, amb el logotip de Gimson primer en línies rectes sobre un fons blanc, i després de formes més corbes sobre fons negre. Pel que fa a les motos de camp, apareix la Skipper Trial, un dels primers ciclomotors pensats exclusivament per al trial de l'estat espanyol, i les seves successores Jumper Cross (tipus motocròs) i Enduro E87 (d'enduro).

### L'etapa murciana
Ja als anys 70, amb els drets de fabricació dels ciclomotors venuts a l'empresa murciana Motomur, es produeixen els models Nevada i Elite 2, i les seves variants Sport, que aportaven llandes de fosa en comptes de les de radis, així com altres millores estètiques. De tota manera l'esquema i el motor de les Gimson segueix sent el mateix que en la seva etapa figuerenca, essent els canvis sobretot estètics, com per exemple l'aparició d'un fals doble bressol en el xassís tubular.
Pel que fa a les motos de camp es llença el model LSA, i més endavant el LSA RA (essent "RA" l'acrònim de "Refrigerada per Aigua"). És la primera vegada que Gimson fa un avenç important. Si bé el xassís i el motor són els mateixos, s'adopta per primer cop un cilindre amb refrigeració líquida, fre de disc anterior i es modifica el basculant per tal d'adoptar un sistema monoamortidor posterior, així com un disseny més cuidat del model. Malauradament, Gimson no va poder seguir endavant i aquest model s'ha convertit en un dels més difícils de trobar de la casa.
També apareix el model M1, de caràcter esportiu i, en l'apartat de les màquines automàtiques, trobem l'única que va mantenir el nom comercial de Beneti, la Beneti Stylo, que muntava un motor Peugeot francès.